# Nicrophorus quadraticollis
Nicrophorus quadraticollis (лат.) — вид жуков-мертвоедов из подсемейства могильщиков.

## Описание
Длина тела 13—18 мм. Переднеспинка квадратной формы с широко закругленными углами, немного расширенная кпереди, покрыта малочисленными черными волосками на своих передних углах. Бока переднеспинки валиковидно вздутые. 
Надкрылья чёрного цвета с двумя тёмно-красными перевязями, которые широко прерываются по шву надкрылий. Задняя перевязь не доходит до вершин надкрылий и включает в себя чёрное пятно. Булава усиков двухцветная (вершинные членики рыжие). Плечи покрыты в торчащих редких чёрных волосках. Эпиплевры надкрылий в своей передней трети чёрного цвета, в остальном — жёлтые. Заднегрудь покрыта тёмно-коричневыми волосками.

## Ареал
Россия (Приморский край), северо-восточный Китая, Тибет.

## Биология
Вид является некрофагом: питается падалью как на стадии имаго, так и на личиночной стадии. Жуки закапывают трупы мелких животных в почву и проявляют развитую заботу о потомстве — личинках, подготавливая для них питательный субстрат. Из отложенных яиц выходят личинки с 6 малоразвитыми ногами и группами из 6 глазков с каждой стороны. Хотя личинки способны питаться самостоятельно, жуки-«родители» растворяют своими пищеварительными ферментами ткани трупа, готовя для них питательный «бульон». Это позволяет личинкам быстрее развиваться.